# Kronplatz 2000
De Kronplatz 2000 is een gondelbaan in Italië en is eigendom van het bedrijf Kronplatz seilbahnen AG.
De Kronplatz 2000 ligt in de skiregio Kronplatz bij het plaatsje Reisach waar het dalstation is gelegen. De kabelbaan loopt naar de Kronplatz (Italiaans: Plan de Corones), waar men 360 graden uitzicht heeft. De gondelbaan kan maximaal 2000 personen per uur vervoeren.
De gondelbaan is in 2000 gereed gekomen en is gebouwd door de firma Leitner.

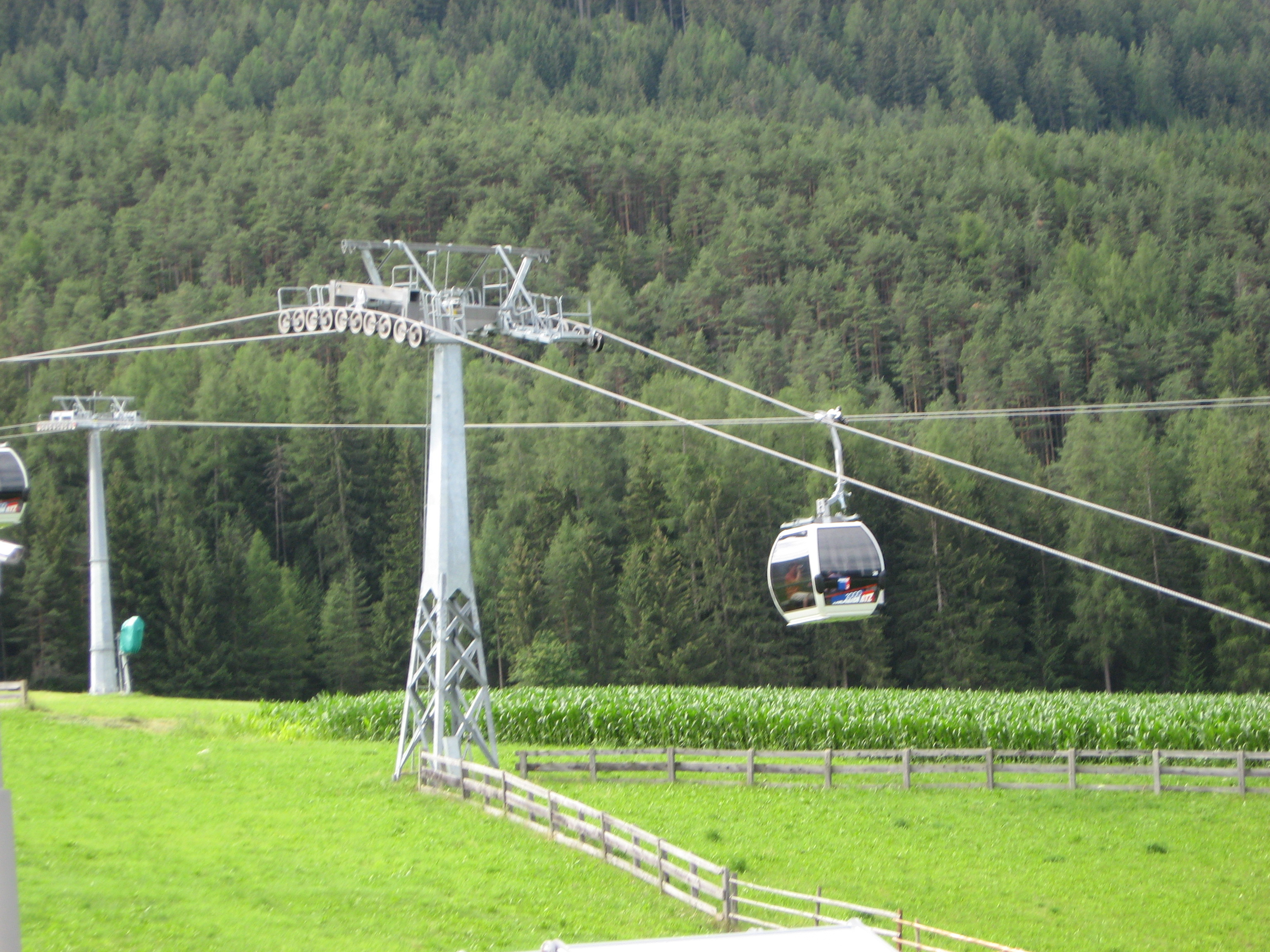
Een gondel van de Kronplatz 2000

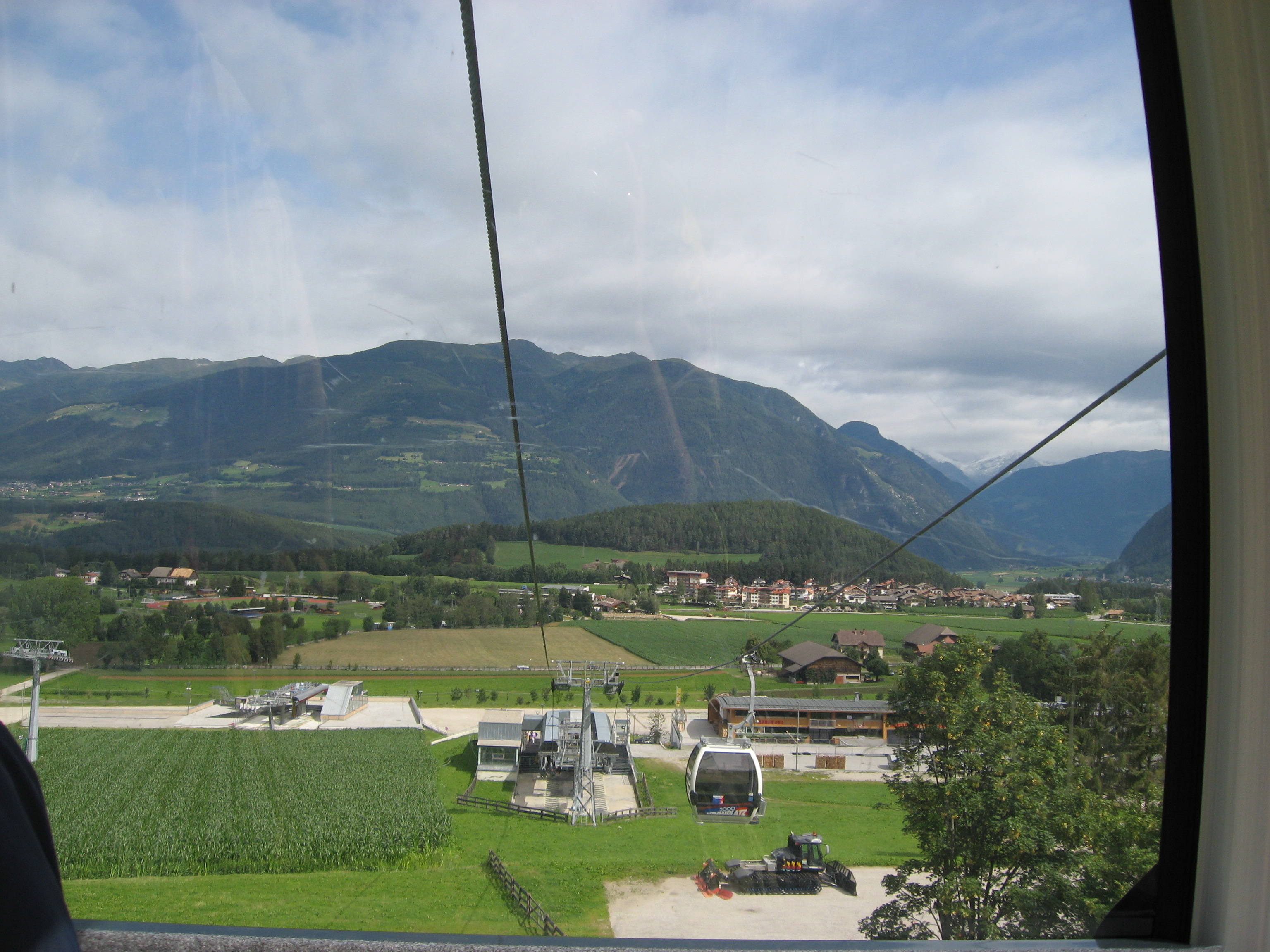
Het traject van de Kronplatz 2000

## Bijzonderheden
De kabelbaan is uniek, omdat deze een lengte heeft van ruim vier kilometer zonder tussenstation. Ook bijzonder is dat het traject niet recht is maar met een knik is uitgevoerd. Deze knik bevindt zich halverwege het traject. De gondelbaan draait ook in de zomer, en dat is ook bijzonder omdat het gehele gebied alleen voor de winter is ingericht.

## Geschiedenis
Voordat de gondelbaan in 2000 gereed kwam, liep over hetzelfde traject een pendelbaan. Omdat het skigebied te druk werd, en een pendelbaan te veel wachtrijen veroorzaakte is deze gondelbaan ervoor in de plaats gekomen. Het bergstation van de voorgaande pendelbaan staat nog steeds boven op de Kronplatz en is nu een museum en restaurant.
Alpen I+II
· Arndt
· Belvedere
· Col Toron
· Costa
· Gipfelbahn
· Korer
· Kronplatz 2000
· Kronplatz I+II
· Lorenzi
· Marchner
· Miara
· Olang I+II
· Pedaga
· Piculin
· Piz de Plaies
· Plateau
· Pre da Peres
· Rara
· Ruis
· Skitrans Bronta
· Sonnenlift